# الميثاق الأوروبي للغات الإقليمية أو لغات الأقليات
الميثاق الأوروبي للغات الإقليمية أو لغات الأقليات (ECRML) هي معاهدة أوروبية (CETS 148) صادرة عام 1992م تحت رعاية مجلس أوروبا لحماية وتعزيز اللغات الإقليمية والأقليات التاريخية في أوروبا. أجري التحضير للميثاق سلف المجلس الحالي للسلطات المحلية والإقليمية، وهو المؤتمر الدائم للسلطات المحلية والإقليمية لأوروبا لأن انخراط الحكومة المحلية والإقليمية أمر ضروري. وتم كتابة الميثاق الفعلية في الجمعية البرلمانية على أساس توصيات المؤتمر. وهي لا تنطبق إلا على اللغات المستخدمة تقليدياً من قبل مواطني الدول الأطراف (وبالتالي استبعاد اللغات المستخدمة من قبل المهاجرين الجدد من دول أخرى)، والتي تختلف كثيراً عن اللغة الرسمية أو لغات الأقلية (وبالتالي تستبعد ما تظنه الدولة العضو كتنويعة لهجة محلية للغة الرسمية أو الأغلبية) وإما أن يكون لها أساس إقليمي (وبالتالي يتحدث بها سكان الأقاليم داخل الدولة) أو يتم استخدامها من قبل أقليات لغوية داخل الدولة ككل (وبالتالي لغات مثل اليديشية ولغة الغجر، والتي تستخدم على مساحة جغرافية واسعة).
ربطت بعض الدول، مثل أوكرانيا والسويد، مكانة لغة الأقلية بالأقليات القومية المعترف بها، والتي يتم تحديدها وفقًا لمعايير إثنية، ثقافية، أو دينية، وبالتالي الالتفاف على فكرة الميثاق الخاصة بالأقليات اللغوية
اللغات الرسمية داخل المناطق أو المقاطعات أو الوحدات الفيدرالية داخل الولاية (على سبيل المثال الكاتالونية في إسبانيا) لا تُصنف على أنها لغات رسمية للدولة، وبالتالي قد تستفيد من الميثاق. من ناحية أخرى، لم تتمكن إيرلندا من التوقيع على الميثاق نيابة عن اللغة الأيرلندية (على الرغم من كونها لغة أقلية) لكونها اللغة الرسمية الأولى للدولة. صدقت المملكة المتحدة على الميثاق فيما يتعلق بالويلزية في ويلز، والإسكتلندية والغيلية في إسكتلندا، والأيرلندية في أيرلندا الشمالية. على الرغم من أن فرنسا من الدول الموقعة، إلا أنها مُنعت دستوريًا من التصديق على الميثاق فيما يتعلق بلغات فرنسا.
قدم الميثاق العديد من الإجراءات التي يمكن للدول الأطراف اتخاذها لحماية وتعزيز اللغات الإقليمية ولغات الأقليات التاريخية. هناك مستويان من الحماية - يجب على جميع الموقعين تطبيق المستوى الأدنى من الحماية على اللغات المؤهلة. قد يعلن الموقعون كذلك أن اللغة أو اللغات المؤهلة ستستفيد من المستوى الأعلى من الحماية، والذي يسرد مجموعة من الإجراءات التي يجب أن توافق الدول من خلالها على القيام بما لا يقل عن 35 تعهداً.

## الحماية
يمكن للدول المصادقة على الميثاق فيما يتعلق بلغات الأقليات على أساس الفصل الثاني أو الفصل الثالث من الميثاق، والذي يحتوي على مبادئ مختلفة. يمكن للبلدان معاملة اللغات بشكل مختلف بموجب الميثاق، على سبيل المثال: في المملكة المتحدة، صادقت على اللغة الويلزية بموجب المبادئ العامة للفصل الثاني بالإضافة إلى التزامات الفصل الثالث الأكثر تحديدًا، بينما صادقت على اللغة الكورنية بموجب الفصل الثاني فقط.

### الفصل الثاني
يُفصِّل الجزء الثاني من الميثاق ثمانية مبادئ وأهداف رئيسية يجب على الدول أن تبني عليها سياساتها وتشريعاتها. يُنظر إليها على أنها إطار للحفاظ على اللغات المعنية.
- الاعتراف باللغات الإقليمية أو الأقلية كتعبير عن الثروة الثقافية.
- احترام المنطقة الجغرافية لكل لغة إقليمية أو أقلية.
- الحاجة إلى العمل الجاد للنهوض بهذه اللغات.
- تشجيع استخدام هذه اللغات في المحادثات والكتابة في الحياة العامة والخاصة.
- توفير الوسائل المناسبة لتدريس هذه اللغات ودراستها في جميع المراحل المناسبة.
- تعزيز التبادلات عبر الوطنية ذات الصلة.
- حظر جميع أشكال التمييز أو الاقصاء أو التقييد أو التفضيل غير المبرر فيما يتعلق باستخدام لغة إقليمية أو أقلية ويهدف إلى تثبيط أو تعريض صيانتها أو تطويرها والحفاظ عليها للخطر.
- تعزيز الدول للتفاهم المتبادل بين جميع المجموعات اللغوية في البلاد.

### الفصل الثالث
يوضح الفصل الثالث بالتفصيل القواعد الشاملة، عبر عدد من القطاعات، والتي توافق الدول على الالتزام بها. يجب تسمية كل لغة ينطبق عليها الفصل الثالث من الميثاق على وجه التحديد من قبل الحكومة. يجب على الدول اختيار ما لا يقل عن خمسة وثلاثين من التعهدات فيما يتعلق بكل لغة. تحتوي العديد من الأحكام على عدة خيارات، بدرجات متفاوتة من الصرامة، يجب اختيار أحدها «وفقًا لحالة كل لغة». المجالات التي يجب أن يتم اختيار هذه التعهدات المحددة منها هي على النحو التالي:
- التعليم.
- الجهات الإدارية والخدمات العامة.
- وسائل الإعلام.
- المرافق والأنشطة الثقافية.
- الحياة الاجتماعية والاقتصادية.
- التبادلات عبر الحدود.

## اللغات المحمية تحت الميثاق
الدول التي صادقت على الميثاق واللغات التي تم التصديق عليها:

 أرمينيا
صدقت على الميثاق:25 يناير 2002
- الأشورية
- الألمانية
- الأوكرانية
- الروسية
- الكردية
- اليونانية
- الكرمانجية

 إسبانيا
صدقت على الميثاق: 9 أبريل 2001
- الأراغونية في أرغون
- الآرانية
- الأشتورية، في أشتورية وفي أجزاء من ليون، سمورة،شلمنقة، كانتابريا،إكستريمادورا. (معترف بها في أشتورية وقشتالة وليون).
- البشكنشية رسمية في إقليم الباسك وأجزاء من نبرة.
- الكتالونية رسمية في كتالونيا وجزر البليار ولغة خاصة في أرغون.
- البلنسية (لهجة كتالونية) وهي رسمية في بلنسية
- الغاليسية حاضرة في جليقية وأجزاء من محافظات ليون، سمورة، وأشتورية (رسمية في جليقية)
- الليونية

 ألمانيا
صدقت على الميثاق:16 سبتمبر 1998
- الدنماركية (في شلسفيغ هولشتاين)
- الصوربية العليا (في سكسونيا)
- الصوربية السفلى (في براندنبورغ)
- اللغة الفريزية الشمالية (في شلسفيغ هولشتاين)
- السيترلندية (في سكسونيا السفلى)
- الرومنية (في عموم ألمانيا)
- الألمانية الدنيا (الفصل الثالث في بريمن، هامبورغ، مكلنبورغ فوربومرن، سكسونيا السفلى، وشلسفيغ هولشتاين).(الفصل الثاني في براندنبورغ، شمال الراين-وستفاليا، وساكسونيا أنهالت

 أوكرانيا
صدقت على الميثاق: 19 سبتمبر 2005
- الأرمينية
- البيلاروسية
- البلغارية
- لغة تتار القرم
- الغاغاوزية
- الألمانية
- اليونانية
- المجرية
- كارييم
- المولدوفية
- كريمتشاك
- البولندية
- الرومانية
- الروسية
- الروسينية
- السلوفاكية
- اليديشية

لا تحدد أوكرانيا اللغات باسمها، بل تصدق عليها بالنيابة عن الأقليات العرقية في أوكرانيا.
 البوسنة والهرسك
صدقت على الميثاق: 21 سبتمبر 2010
- الألبانية
- التشيكية
- الألمانية
- الإيطالية
- المجرية
- البولندية
- الرومنية
- الرومانية
- الروسينية
- السلوفاكية
- السلوفينية
- اليديشية
- التركية
- الأوكرانية

 بولندا
صدقت على الميثاق: 12 فبراير 2009
- الأرمينية
- الأوكرانية
- الألمانية
- البيلاروسية
- التشيكية
- التترية
- كارييم
- الليتوانية
- ليمكو
- الكاشوبية
- الرومنية
- الروسية
- السلوفاكية
- اليديشية

 جمهورية التشيك
صدقت على الميثاق: 15 نوفمبر 2006
- الألمانية (الفصل الثاني فقط).
- السلوفاكية (الفصلين الثاني والثالث على عموم البلد)
- البولندية (الفصلين الثاني والثالث في إقليم مورافيا-سيليزيا، في مقاطعتي فريدك-ميستك وكارفينا)
- الرومنية (الفصل الثاني فقط)
- الكرواتية المورافية (الفصل الثاني فقط)

 الجبل الأسود
صدقت على الميثاق: 15 فبراير 2006
- الألبانية
- البوسنية
- الرومنية
- الكرواتية

 الدنمارك
صدقت على الميثاق: 8 سبتمبر 2000
- الألمانية في (جنوب يوتلاند)
- الفاروية (في جزر الفارو)
- الجرينلاندية (في جرينلاند)

 رومانيا
صدقت على الميثاق: 29 يناير 2008
- الألبانية (الفصل الثاني فقط)
- الأرمينية (الفصل الثاني فقط)
- الايطالية (الفصل الثاني فقط)
- اليونانية (الفصل الثاني فقط)
- المقدونية (الفصل الثاني فقط)
- البولندية (الفصل الثاني فقط)
- الرومنية (الفصل الثاني فقط)
- الروسينية (الفصل الثاني فقط)
- التترية (الفصل الثاني فقط)
- اليديشية (الفصل الثاني فقط)
- البلغارية (الفصل الثالث فقط)
- الكرواتية (الفصل الثالث فقط)
- التشيكية (الفصل الثالث فقط)
- الألمانية (الفصل الثالث فقط)
- المجرية (الفصل الثالث فقط)
- الروسية (الفصل الثالث فقط)
- الصربية (الفصل الثالث فقط)
- التركية (الفصل الثالث فقط)
- السلوفاكية (الفصل الثالث فقط)
- الأوكرانية (الفصل الثالث فقط)

 سلوفاكيا
صدقت على الميثاق: 5 سبتمبر 2001
- الروسية
- الصربية
- البلغارية
- الكرواتية
- التشيكية
- الألمانية
- المجرية
- البولندية
- الرومنية
- الروسينية
- الأوكرانية
- اليديشية

 سلوفينيا
صدقت على الميثاق: 4 أكتوبر 2000
- الألمانية
- الكرواتية
- الايطالية
- المجرية
- الصربية
- الرومنية

 السويد
صدقت على الميثاق: 9 فبراير 2000
- الفنلندية
- منكيلي
- لوله سامي
- السامي الشمالية
- السامي الجنوبية
- الرومنية
- اليديشية

  سويسرا
صدقت على الميثاق: 23 ديسمبر 1997
- الألمانية
- الإيطالية
- بروفنسالية فرنسية
- الفرنسية
- يانيش
- الرومانشية

 صربيا
صدقت على الميثاق: 15 فبراير 2006
- الأوكرانية
- الألمانية
- الألبانية
- البوسنية
- بونجافتش
- البلغارية
- التشيكية
- الكرواتية
- المجرية
- المقدونية
- الرومنية
- الرومانية
- الروسينية
- فلاك
- السلوفاكية

 فنلندا
صدقت على الميثاق: ،9 نوفمبر 1994
- سامي الإنارية
- الكاريلية
- سامي الشمالية
- الرومنية
- سامي سكولت
- السويدية
- التترية
- اليديشية

 قبرص
صدقت على الميثاق: 26 أغسطس 2002
- الأرمينية
- العربية القبرصية

 كرواتيا
صدقت على الميثاق: 5 نوفمبر 1997
- الأوكرانية
- الألمانية
- التشيكية
- بوياش
- رومانية إستيرية
- الإيطالية
- الروسينية
- الصربية
- السلوفاكية
- السلوفينية

 ليختنشتاين
صدقت على الميثاق: 18 نوفمبر 1997
- ليس بها أي لغة أقلية أو لغة إقليمية.

 لوكسمبورغ
صدقت على الميثاق: 22 يونيو 2006
- ليس بها أي لغة أقلية أو لغة إقليمية[11]

 المجر
صدقت على الميثاق: 26 أبريل 1995
- الأرمينية
- الأوكرانية
- الألمانية
- البلغارية
- بوياش
- الكرواتية
- اليونانية
- البولندية
- الرومانية
- الرومنية
- الروسينية
- الصربية
- السلوفاكية
- السلوفينية

 المملكة المتحدة
صدقت على الميثاق: 27 مارس 2001
- الكورنية (المادة الثانية، الفصل الثاني فقط (المادة السابعة)
- الإيرلندية(المادتان الثانية والثالثة، الفصل الثاني (المادة السابعة) والفصل الثالث المواد 8-14 مع بعض التحفظات.)
- الإسكتلندية (المادة الثانية والثالثة، الفصل الثاني فقط (المادة السابعة)
- أولسترية إسكتلندية (المادة الثانية والثالثة، الفصل الثاني فقط (المادة السابعة)
- غيلية إسكتلندية (المادة الثانية والثالثة، الفصل الثاني فقط (المادة السابعة)، والفصل الثالث المواد 8-14 مع بعض التحفظات.
- الويلزية (المادة الثانية والثالثة، الفصل الثاني فقط (المادة السابعة)، والفصل الثالث المواد 8-14 مع بعض التحفظات.
- جزيرة مان التمديد: 23 أبريل 2003 (إعلان مؤرخ 22 أبريل 2003) تعلن حكومة المملكة المتحدة في 23 أبريل 2003 أن الميثاق يجب أن يشمل جزيرة مان، كونها إقليمًا تسير علاقاتها الدولية حكومة المملكة المتحدة[12][13]
  - اللغة المنكية (المادة الثانية والثالثة، الفصل الثاني فقط (المادة السابعة)

 هولندا
صدقت على الميثاق: 2 مايو 1996م
- اللغة الفريزية الغربية (في فريزلاند)
- الليمبورخية (في ليمبورخ)
- الساكسونية الهولندية الدنيا (عبر هولندا)
- لغة رومنية (عبر هولندا)
- اليديشية (عبر هولندا)